# Städtische Kaserne (Trier)

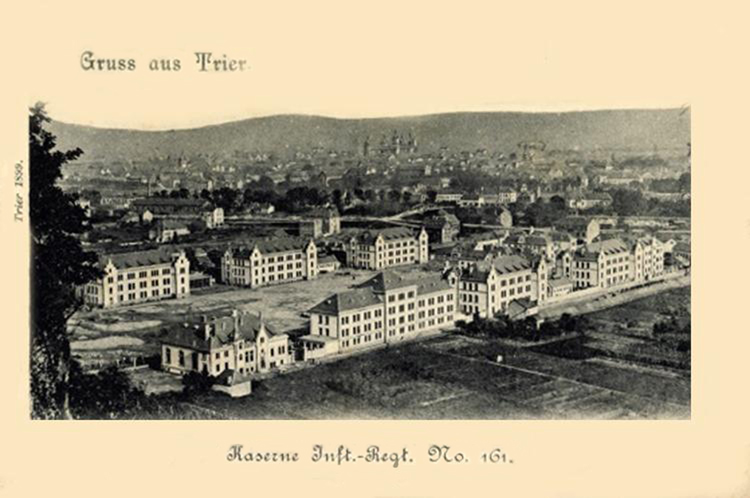
Die Kaserne 1899

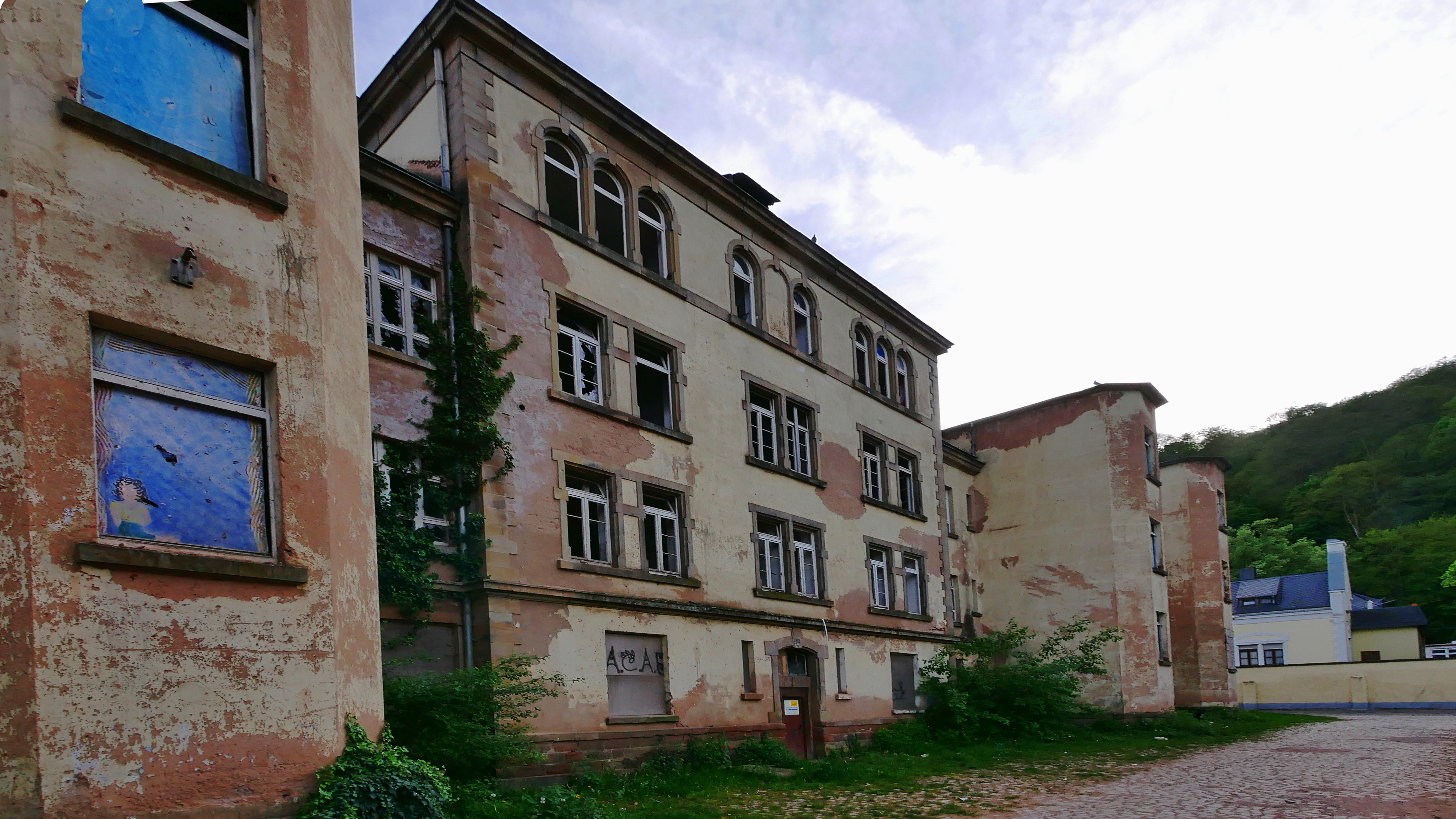
Ehemaliges Hauptgebäude an der Gneisenaustraße

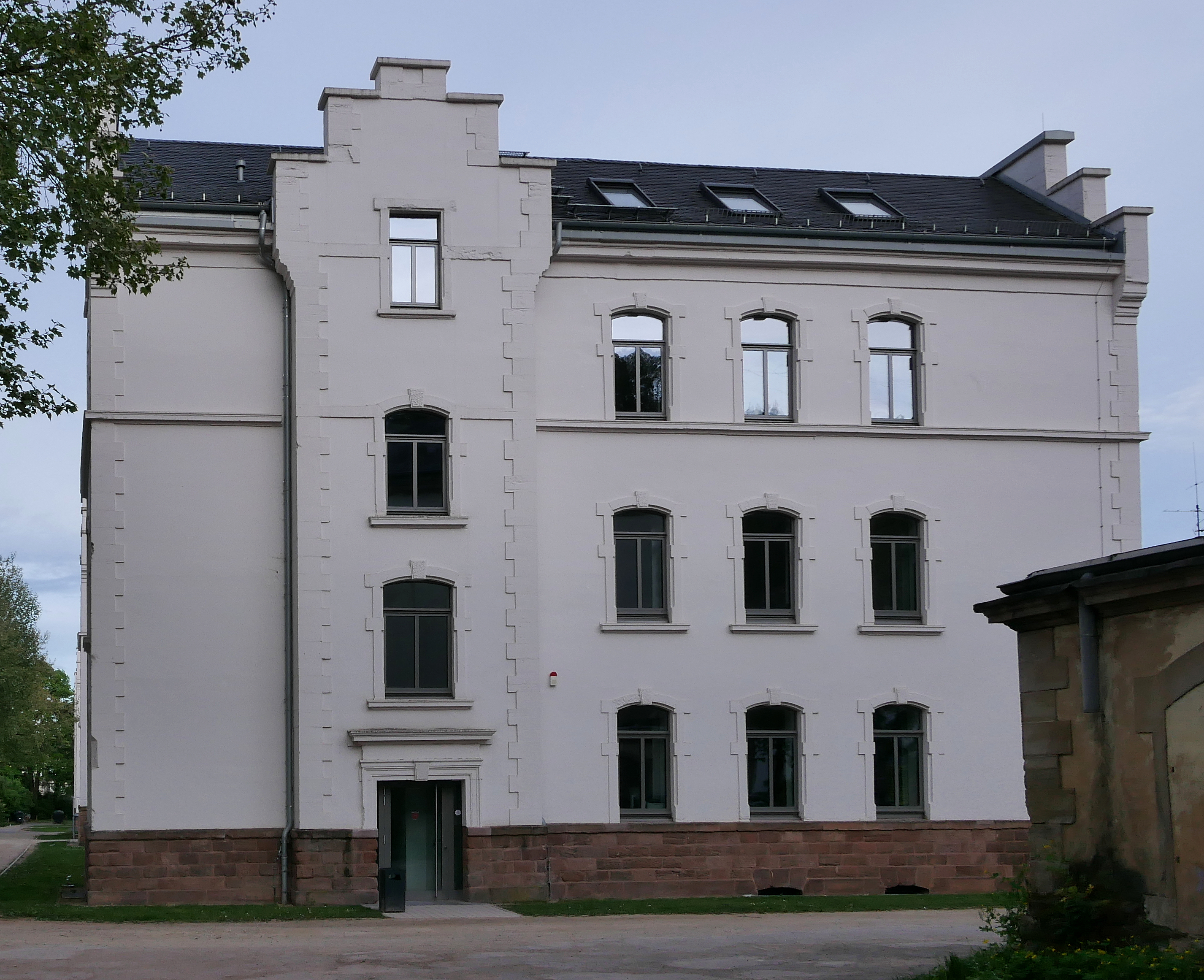
Renoviertes Gebäude, heute Haus des Jugendrechts

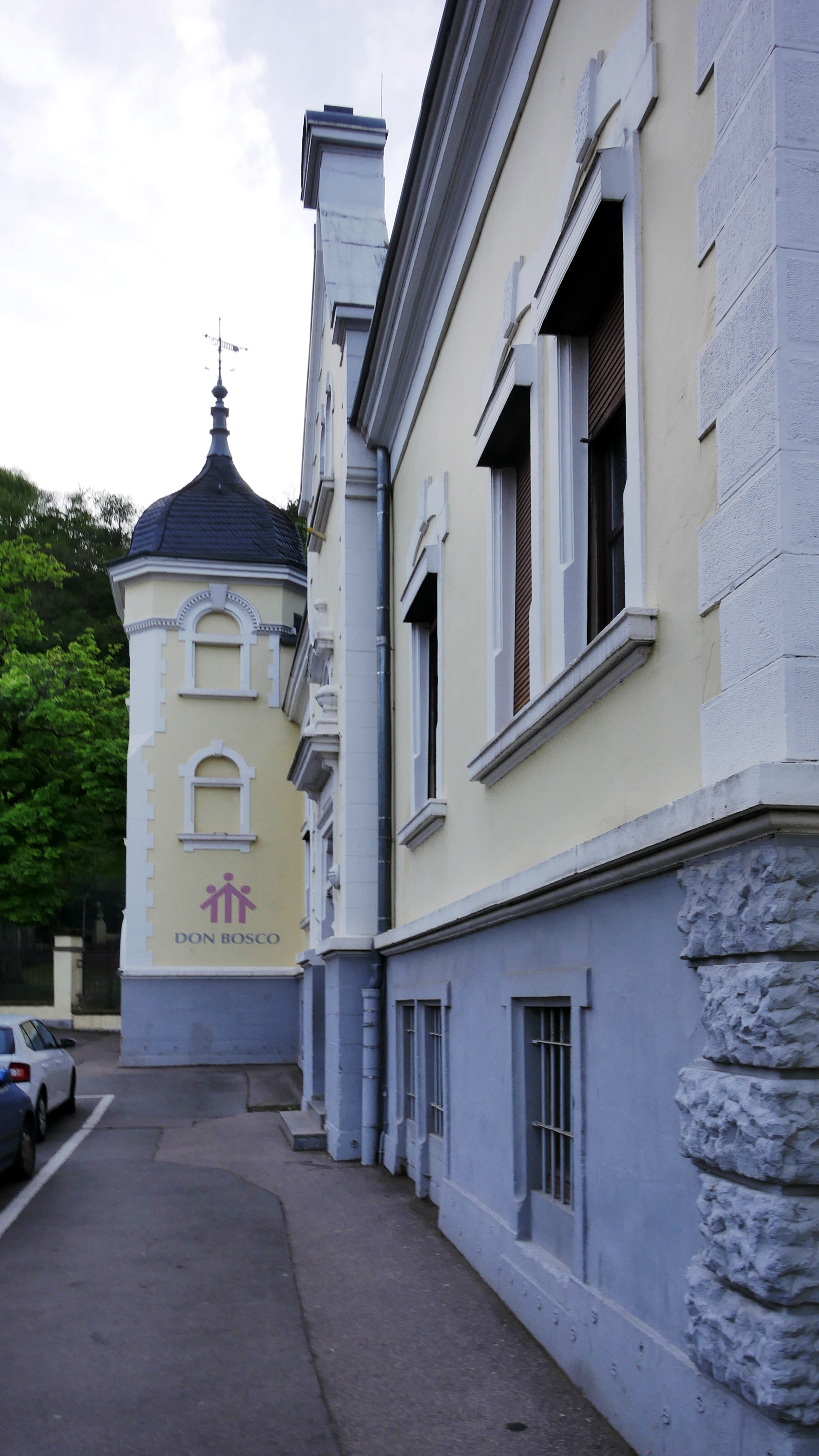
Ehemaliges Offizierskasino

Die Städtische Kaserne Trier wurde gegen Ende des 19. Jahrhunderts im Stadtteil Trier-West/Pallien errichtet. Von den Trierer Bürgern wurde sie auch als „161er“ oder „Gneisenaukaserne“ bezeichnet. Sie befindet sich zwischen Gneisenaustraße und Trierweilerweg. Die Kaserne wurde in den 1930er Jahren aufgegeben und die Gebäude zur Linderung der Wohnungsnot weitergenutzt.

## Geschichte
Das 10. Rheinische-Infanterie-Regiment Nr. 161 war von 1899 bis 1914 in der von der Stadt Trier erbauten Kaserne, daher der Name „städtische Kaserne“, stationiert. Im Juli 1914 wurde kurzzeitig das Pionierbataillon 27 darin untergebracht. Im westlichen Teil, gegenüber dem Offizier-Casino, wurden neue Gebäude errichtet, die die Trierer „Scheinwerferkaserne“ nannten. In diesem Bereich waren einige Baracken aufgestellt, die im August 1930 an die umliegende Bevölkerung versteigert wurden. Da Trier im Ersten Weltkrieg Frontstadt war, wurden mehrere Lazarette betrieben, in der „161er“ lagen zwei Lazarette: das Reservelazarett V und VI.
1919 wurde die Kaserne durch französische Truppen besetzt und in zwei Kasernen aufgeteilt. Das „Quartier des Flandres“ (Flandernkaserne) lag im oberen, westlichen Teil beim Offizier-Casino. Das Casino trägt heute den Namen „Don-Bosco-Haus“. Der untere, östliche Teil begann ab der Hauptwache und trug den Namen „Caserne de la ferme malmaison“ in Anlehnung an einen Bauernhof „Malmaison“ auf dem Schlachtfeld Chemin des Dames, ein Höhenzug nördlich des Aisnetals. Das Schlachtfeld war in beiden Weltkriegen hart umkämpft. Die ehemalige Hauptwache der „städtischen Kaserne“ beheimatet heute einen Polizeiposten, einen Verein „mobile Spielaktion e.V.“, den Caritasverband Trier und das Jobcenter für die Stadt Trier der Agentur für Arbeit. An den Hauptgebäuden wurden äußerlich keine Umbaumaßnahmen getätigt, sie befinden sich im Ursprungszustand.

## Stationierte Einheiten (franz.)
Quartier de la Malmaison
- 52° Bataillon du Génie 52° BG von 1. Januar 1922 bis 25. Oktober 1927[4] (Festungs-/Schanzpioniere)
- 17° Bataillon de Chasseurs à Pied 17° BCP von 12. August 1919 bis 31. Dezember 1925 (Jäger zu Fuß)
- 52° Bataillon de Sapeurs de Chemins de Fer 52° BSCF von 12. August 1919 bis 1. Januar 1922 (Eisenbahnpioniere)
- 19° Bataillon de Chasseurs Alpins 19° BCA von 1. Oktober 1919 bis 1. Dezember 1921 (Alpen/Gebirgsjäger)
- Compagnie de Sapeurs Mineurs 27/3 du 11° RG 11° RG von 15. Oktober 1919 bis unbekannt (Minenpioniere)
- Compagnie 29/1 du 29° Bataillon du Génie 29° BG von 15. Oktober 1919 bis unbekannt.

Quartier des Flandres
- Annexes du 7° RG 7° RG von 15. Oktober 1919 bis unbekannt
- Compagnie 15/5 du 7° RG 7° RG von 15. Oktober 1919 bis unbekannt